# GCA
GCA（ジーシーエー）とはデータ圧縮の形式、及びその形式への圧縮を行うソフトウェアのことである。「G Compression Archiver」の略語。
鶴田真一が開発したもので、動画・音声のバイナリファイルの圧縮に特に威力を発揮し、時折いくつかのウェブサイトで用いられている。現在は開発が後継であるDGCAに移行されている。
登場当時としては圧縮性能が非常に高かったうえ無料で使えたことから一部では人気があったが、GCAより手軽に使える7z形式が登場したことから徐々にすたれていった。
アーカイブ内にファイルのCRC等のハッシュが保存されていないため、アーカイブの破損が判別できない、圧縮だけで無く展開も非常に遅い、Unicodeファイル名は利用することができない等の欠点がある。